# Boris Diecket
Boris Diecket (Abidjan, 31 gennaio 1963) è un ex calciatore ivoriano, di ruolo centrocampista.